# Dialetto ripuario

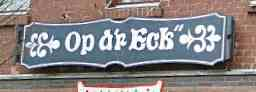
Insegna con scritta in ripuario

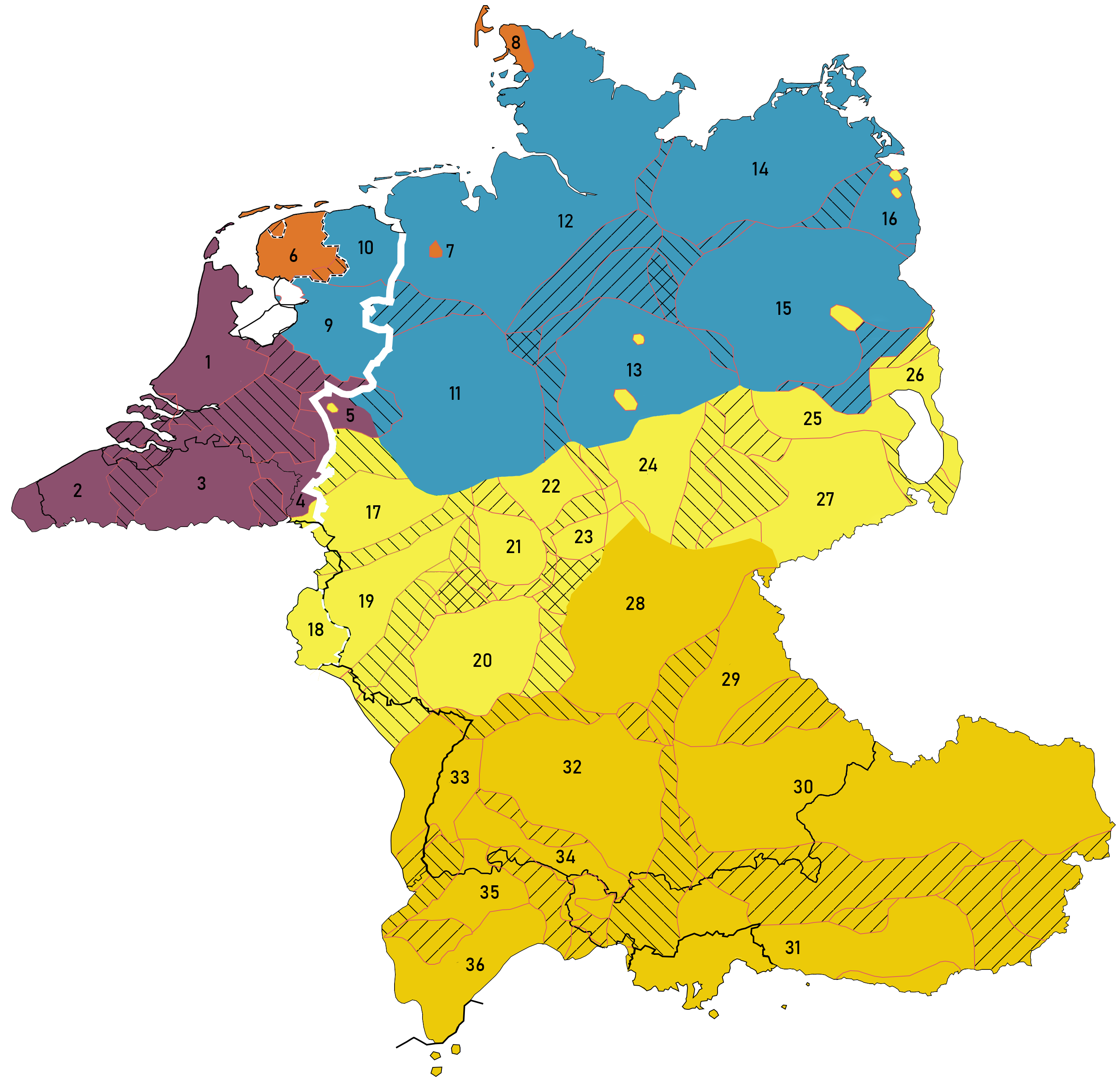
Dialetti germanici occidentali
continentali dopo la espulsione dei tedeschi

Il ripuario (nome nativo Ripoarėsch, in tedesco Ripuarisch) è una parlata, classificata da alcuni studiosi come lingua e da altri come dialetto, appartenente al gruppo delle lingue germaniche occidentali.
È parlato nella regione renana, nelle sezioni orientali del Belgio e nel sud del Limburgo, nonché dal nord-ovest di Düsseldorf e Colonia fino ad Aquisgrana.
La variante più famosa del ripuario è il coloniese, la parlata che è diffusa nella città di Colonia.
Circa un milione di persone parla il ripuario, sebbene a seconda delle zone sia diversa la percentuale di locutori. In alcune zone il tedesco standard ha scavalcato l'uso del ripuario, tanto da farlo risultare lingua nettamente in declino, mentre in altre zone il ripuario è comunemente parlato ed inteso.
Le varietà di ripuario sono solitamente correlate con il mosellano parlato nella Renania-Palatinato, con il lussemburghese e con il limburghese.